# Turnabout Lake
Turnabout Lake är en sjö i Kanada.   Den ligger i territoriet Nunavut, i den nordöstra delen av landet, 4 100 km norr om huvudstaden Ottawa. Turnabout Lake ligger 245 meter över havet. Arean är 4,4 kvadratkilometer. Den sträcker sig 3,1 kilometer i nord-sydlig riktning, och 4,5 kilometer i öst-västlig riktning.
Trakten runt Turnabout Lake är ofruktbar med lite eller ingen växtlighet. Trakten runt Turnabout Lake är nära nog obefolkad, med mindre än två invånare per kvadratkilometer.